# Else Hecht
Else Hecht (* 29. Februar 1888 in Frankfurt am Main ; † 25. März 1975 in München)  war eine deutsche Puppenspielerin, Puppenbauerin, Autorin, Regisseurin und Theaterdirektorin. Sie wurde vor allem bekannt durch ihre Puppen und ihr Puppenspiel.

## Leben und Werk
Else Hecht wurde am 29. Februar 1888 in Frankfurt am Main in eine Musikerfamilie geboren. Ihr Vater war Musikdirektor. Als Kunstgewerblerin produzierte sie Puppen, Märchenfiguren und Spielzeug aus Filz, Stoff und Naturmaterialien in ihrem Atelier in München und stellte diese schon vor dem Ersten Weltkrieg auf Messen aus. 1914 begann sie aktiv als Puppenspielerin und gründete das 1. Münchner Künstler-Kriegs-Puppenspiel, dessen Theaterdirektorin sie war. Sie spielte für Kinder und Erwachsene, schrieb ihre Stücke selbst und führte Regie. Sie erschuf mit ihren Puppen, Tieren und Fabelwesen eine Märchenwelt, in die sie die Kinder zart einführte. Im Mittelpunkt standen ihre farbenfrohen Puppen, deren Köpfe aufwendig aus Filz und Wolle modelliert wurden, so dass sie auch auf die Ferne eine markante Wirkung erzielten. Mit Marion Kaulitz tourte sie mit ihrem Repertoire in deutschen Großstädten, auch in den Berliner Kammerspielen unter Max Reinhardt. Ihre Stücke hatten politischen Zeitbezug. Sie entwickelte den Kriegskasperl und stattete ihre Puppen mit einer Kriegsgarnitur aus. Kasperl und Teufel waren die Verkörperung von gut und böse und galten als höchste Instanz.
1918 spielte sie bei der künstlerischen Figurenbühne Programme für Kinder. Dieses führte sie als Alleinspielerin bis in die 1960er Jahre fort. Im Jahr 1931 wurde ihr Puppenspiel und ihre Stücke auf der Leipziger Messe von Otto Link beeindruckt beschrieben. Else Hecht lässt ihre Puppen lebendig werden und gewinnt die Herzen des großen und kleinen Publikums.
Im Krieg wurde sie ausgebombt und verlor ihr Atelier. Ein Neustart gelang: sie baute ihr Atelier wieder auf, in dem sie mit ihren Puppen lebte. Inzwischen war sie Autorin von vier Büchern über Puppenspiele. Sie produzierte drei bis vier Puppen am Tag und spielte in Kindergärten und Kinderheimen als Solokünstlerin. Angehende Erzieherinnen und Lehrer wurden bei ihr in der Kunst des Puppenspiels geschult. Sie hatte Gastspiele in Österreich und der Tschechoslowakei. 1967 erhielt sie die goldene Ehrennadel des bayerischen Kunstgewerbevereins. Zu ihrem 80. Geburtstag wurde sie von der Fachwelt für ihre künstlerische Schaffenskraft gelobt.
Else Hecht wohnte lange am Münchner Rotkreuzplatz. Sie starb im Jahr 1975 in München.

„Ohne Lachen und Frohsinn kein Puppenspiel.“

Eine große Anzahl ihrer für den Verkauf gefertigten Puppen befindet sich in der Sammlung Puppentheater/Schaustellerei des Münchner Stadtmuseums.

## Veröffentlichungen
- Der Drehorgelmann kommt. Hugendubel, München 1941
- Die Wundernacht. Hugendubel, München 1953
- Seids alle da? Hugendubel, München 1957